# 31-й Берлинский международный кинофестиваль
31-й Берлинский международный кинофестиваль прошёл с 13 по 24 февраля 1981 года в Западном Берлине.
Жюри кинофестиваля возглавила режиссёр и сценарист из ФРГ Ютта Брюкнер.
В фестивальной программе Берлинского кинофестиваля в 1981 году были представлены фильмы из СССР, Таиланда, Индии, Швейцарии, Польши, Франции, Канады, Венгрии, Италии, Финляндии, Бельгии.
Главный приз фестиваля — «Золотой медведь» — получил фильм «Быстрей! Быстрей!» / Deprisa deprisa режиссёра Карлоса Саура из Испании. Приз за лучшую мужскую роль разделили Анатолий Солоницын (фильм «Двадцать шесть дней из жизни Достоевского») и Джек Леммон (фильм «Чествование»). Приз за лучшую женскую роль получила актриса из Польши Барбара Грабовская (пол. Barbara Grabowska).

## Жюри
- Ютта Брюкнер, режиссёр, сценарист ( ФРГ)— председатель
- Петер Биксель, писатель ( Швейцария)
- Итало Дзингарелли, продюсер, сценарист, режиссёр ( Италия)
- Антонио Исаси-Исасменди, режиссёр, сценарист ( Испания)
- Ирина Купченко, актриса ( СССР)
- Ежи Плажевский, кинокритик, киновед ( Польша)
- Астрид Хеннинг-Енсен, режиссёр, сценарист ( Дания)
- Денис Херокс, режиссёр, сценарист ( Канада)
- Чартричалерм Юкол, режиссёр, сценарист ( Таиланд)

## Конкурсная программа
В конкурсную программу фестиваля вошли следующие фильмы:
- «Быстрей, быстрей» (режиссёр Карлос Саура, Испания—Франция)
- «В поисках голода» (режиссёр Мринал Сен, Индия)
- «Грузовик» (режиссёр Христо Христов, Болгария)
- «Двадцать шесть дней из жизни Достоевского» (режиссёр Александр Зархи, СССР)
- «Детский остров» (режиссёр Кей Поллак, Швеция)
- «Изобретатель» (режиссёр Курт Глоор, ФРГ—Швейцария)
- «Лихорадка» (режиссёр Агнешка Холланд, Польша)
- «Милка» (режиссёр Рауни Моллберг, Финляндия)
- «Негр Эрвин» (режиссёр Герберт Ахтернбуш, ФРГ)
- «Пейзаж Алексиса Дрэвана» (режиссёр Жан-Жак Андрие, Бельгия)
- «Полная лодка» (режиссёр Маркус Имхоф, ФРГ—Швейцария—Австрия)
- «Похлёбка» (режиссёр Серджо Читти, Италия)
- «Провинциалка» (режиссёр Клод Горетта, Франция—Швейцария)
- «Пятница» (режиссёр Хюго Клаус, Нидерланды—Бельгия)
- «Смертельная страсть» (режиссёр Майкл Грант, Канада)
- «Старый монах» (режиссёр Permphol Cheyaroon, Таиланд)
- «Цыганские напевы» (режиссёр Сэйдзюн Судзуки, Япония)
- «Чествование» (режиссёр Боб Кларк, Канада)
- «Чудеса» (режиссёр Мануэль Гутьеррес Арагон, Испания)
- «Köszönöm, megvagyunk» (режиссёр Ласло Лугошши, Венгрия)
- «Yen gui lai» (режиссёр Фу Цзингун, Китай)

## Награды
- Золотой медведь
  - Быстрей, быстрей, режиссёр Карлос Саура
- Золотой медведь за лучший короткометражный фильм:
  - История мира ровно за три минуты
- Серебряный медведь:
- Серебряный медведь за лучшую мужскую роль:
  - Джек Леммон — Чествование
  - Анатолий Солоницын — Двадцать шесть дней из жизни Достоевского
- Серебряный медведь за лучшую женскую роль:
  - Барбара Грабовска — Горячка
- Серебряный медведь за лучшую режиссёрскую работу над короткометражным фильмом:
  - Пол Дриссен — На земле, на море и в небе
- Серебряный медведь за выдающиеся персональные достижения:
  - Маркус Имхоф — Лодка полна
- Серебряный медведь - специальный приз жюри:
  - В поисках голода
- Почётное упоминание:
  - Сэйдзюн Судзуки — Цыганские мотивы:
  - Жан-Жак Андрие — Большой пейзаж Алексиса Друвена
- Приз международной ассоциации кинокритиков (ФИПРЕССИ):
- Приз ФИПРЕССИ (программа «Форум»):
  - Убийца овец
  - Диалог с ушедшей женщиной
- Приз международной ассоциации кинокритиков - почётное упоминание:
- Приз международной ассоциации кинокритиков - почётное упоминание (конкурсная программа):
  - Спасибо, ничего
  - Лодка полна
- Приз имени Отто Дибелиуса международного евангелического жюри:
- Приз имени Отто Дибелиуса международного евангелического жюри (конкурсная программа):
  - В поисках голода
- Приз имени Отто Дибелиуса международного евангелического жюри (программа «Форум»):
  - Азиза
  - История мира ровно за три минуты
- Приз международного евангелического жюри - специальная рекомендация:
- Приз международного евангелического жюри - специальная рекомендация (конкурсная программа):
  - Лодка полна
- Приз Международной Католической организации в области кино (OCIC):
- Приз Международной Католической организации в области кино (конкурсная программа):
  - Лодка полна
- Специальная рекомендация Международной Католической организации в области кино:
- Специальная рекомендация Международной Католической организации в области кино (конкурсная программа):
  - В поисках голода
- Награда C.I.D.A.L.C.:
  - Лодка полна
- Приз газеты Berliner Morgenpost:
  - Провинциалка